# Stray Kids World Tour 'District 9 : Unlock'
Stray Kids World Tour 'District 9 : Unlock'是韓國男子組合Stray Kids於2019年至2020年舉辦的首次單獨世界巡迴演唱會。巡迴演唱會於2019年11月23、24日以首爾為起點，陸續將於其他國家及城市演出。原定計劃世界巡迴演唱會將於亞洲、歐洲、北美等地演出合共24場，但受到2019冠状病毒病影響，大部分場次只能取消或延期，最終只能完成韓國和美國的演出共10場。

## 概述
2019年9月30日，JYP娛樂透過預告影片《THE FINAL PIECE 2019》公布Stray Kids舉辦首次單獨演唱會的消息，演唱會將於11月23－24日在首爾奧林匹克公園奧林匹克大廳舉行。
2019年10月1日公布首爾場售票資訊，門票會員預售從10月14日下午8時至下午11時59分；一般預售從10月17日下午8時開始通過訂票網站預訂。然而，兩天的門票在一般預售開賣不久後隨即售完，10月31日Stray Kids在官方社群平台上宣布將於11月5日下午8時再追加販售門票。
2019年12月4日公布2020年1月29日紐約、1月31日亞特蘭大、2月2日達拉斯、2月5日芝加哥、2月7日邁阿密、2月9日鳳凰城、2月13日聖荷西及2月16日洛杉磯場次，開啟美國8個城市的巡迴演出。
2020年1月14日公布3月21－22日日本大阪、4月18日新加坡、4月25日馬尼拉、5月10日馬德里、5月13日柏林、5月17日倫敦、5月20日布魯塞爾、5月22日巴黎、5月24日莫斯科、8月9日曼谷、8月15日雅加達、8月29－30日日本橫濱場次。
受2019冠狀病毒病疫情影響，2020年3月6日公布原訂於4月18日的新加坡場次延期，3月21－22日日本大阪場次取消；3月10日公布原訂於4月25日的馬尼拉場次延期至6月20日，5月份馬德里、柏林、倫敦、布魯塞爾、巴黎、莫斯科等歐洲場次取消；4月17日公布原延期至6月20日的馬尼拉場次二度延期；7月17日公布原訂於8月29－30日日本橫濱場次取消。7月30日公布原訂於8月9日的曼谷場次及8月15日的雅加達場次延期。

## 歌單
| 首爾 Opening－SKZ ANTHEM Opening VCR - INTRO+District 9 - 勝戰歌／Victory Song - Question - 石頭／Rock Dance Break - 副作用／Side Effects - Grrr 總量的法則／BEWARE Ment 1－Greeting - M.I.A. - Unit Stage－WOW (Lee Know、鉉辰、Felix) - Mixtape#4 - Get Cool - 沒必要讓氣氛突然冷場吧／Awkward Silence VCR - Unit Stage－My Universe (昇玟、I.N feat. 彰彬) - 3rd Eye - I am YOU (抒情版) - Unit Stage－WE GO (方燦、彰彬、HAN) - 從未被踩過的路／Road Not Taken - 思緒萬千／TMT - My Pace Ment 2 - Double Knot - Boxer - Hellevator (舞蹈雙版本mix) - MIROH VCR - 做得很好／Grow Up 粉絲應援VCR（11/24） Ment 3－Ending - Astronaut （11/23） - 石頭／Rock （11/24） - YAYAYA Ending VCR |

| 美國 Opening－SKZ ANTHEM Opening VCR - INTRO+District 9 - 勝戰歌／Victory Song - Question - 石頭／Rock Dance Break - 副作用／Side Effects Ment 1－Greeting - M.I.A. - Unit Stage－WOW (Lee Know、鉉辰、Felix) - Mixtape#4 Ment 2 - Get Cool - 沒必要讓氣氛突然冷場吧／Awkward Silence VCR - 風／Levanter - Unit Stage－My Universe (昇玟、I.N feat. 彰彬) - 3rd Eye - I am YOU (抒情版) - Unit Stage－WE GO (方燦、彰彬、HAN) - 從未被踩過的路／Road Not Taken - My Pace Ment 3 - Double Knot - Boxer - Hellevator (舞蹈雙版本mix) - MIROH VCR - 做得很好／Grow Up Ment 4－Ending - YAYAYA - MIROH |

## 巡迴時間表
| 年份              | 日期            | 城市            | 國家            | 演出場地                 | 觀賞人數             | 票房                 |
| 第一階段 — 亞洲   | 第一階段 — 亞洲 | 第一階段 — 亞洲 | 第一階段 — 亞洲 | 第一階段 — 亞洲          | 第一階段 — 亞洲      | 第一階段 — 亞洲      |
| ----------------- | --------------- | --------------- | --------------- | ------------------------ | -------------------- | -------------------- |
| 2019年            | 11月23日        | 首爾            |                 | 奧林匹克公園奧林匹克大廳 | 9,321/9,321          | $781,480(美元)       |
| 2019年            | 11月24日        | 首爾            |                 | 奧林匹克公園奧林匹克大廳 | 9,321/9,321          | $781,480(美元)       |
| 第二階段 — 北美洲 |                 |                 |                 |                          |                      |                      |
| 2020年            | 1月29日         | 紐約            | 美国            | Hulu Theater             | 4,004/4,825          | $556,734(美元)       |
| 2020年            | 1月31日         | 亞特蘭大        | 美国            | 福克斯劇院               | 3,077/4,519          | $419,403(美元)       |
| 2020年            | 2月2日          | 達拉斯          | 美国            | 大草原城劇院             |                      |                      |
| 2020年            | 2月5日          | 芝加哥          | 美国            | 羅斯蒙特劇院             | 3,595/3,825          | $476,134(美元)       |
| 2020年            | 2月7日          | 邁阿密          | 美国            | Watsco Center            |                      |                      |
| 2020年            | 2月9日          | 鳳凰城          | 美国            | Comerica Theatre         | 3,458/               | $456,940(美元)       |
| 2020年            | 2月13日         | 聖荷西          | 美国            | 聖荷西州立活動中心       | 4,173/               | $583,377(美元)       |
| 2020年            | 2月16日         | 洛杉磯          | 美国            | 微軟劇院                 | 5,294/6,020          | $710,354(美元)       |
| 第三階段 — 亞洲   |                 |                 |                 |                          |                      |                      |
| 2020年            | 3月21日         | 大阪            | 日本            | 大阪市中央体育館         | 因2019冠狀病毒病取消 | 因2019冠狀病毒病取消 |
| 2020年            | 3月22日         | 大阪            | 日本            | 大阪市中央体育館         | 因2019冠狀病毒病取消 | 因2019冠狀病毒病取消 |
| 2020年            | 4月18日         | 新加坡          | 新加坡          | 星宇表演藝術中心         | 因2019冠狀病毒病延期 | 因2019冠狀病毒病延期 |
| 2020年            | 6月20日         | 馬尼拉          | 菲律賓          | 亞洲購物中心體育館       | 因2019冠狀病毒病延期 | 因2019冠狀病毒病延期 |
| 第四階段 — 歐洲   |                 |                 |                 |                          |                      |                      |
| 2020年            | 5月10日         | 馬德里          | 西班牙          | 維斯塔萊格雷宮           | 因2019冠狀病毒病取消 | 因2019冠狀病毒病取消 |
| 2020年            | 5月13日         | 柏林            | 德国            | 梅賽德斯-賓士體育館      | 因2019冠狀病毒病取消 | 因2019冠狀病毒病取消 |
| 2020年            | 5月17日         | 倫敦            | 英国            | 溫布利體育館             | 因2019冠狀病毒病取消 | 因2019冠狀病毒病取消 |
| 2020年            | 5月20日         | 布魯塞爾        | 比利时          | 森林國度音樂廳           | 因2019冠狀病毒病取消 | 因2019冠狀病毒病取消 |
| 2020年            | 5月22日         | 巴黎            | 法國            | 巴黎天頂體育館           | 因2019冠狀病毒病取消 | 因2019冠狀病毒病取消 |
| 2020年            | 5月24日         | 莫斯科          | 俄羅斯          | Adrenaline Stadium       | 因2019冠狀病毒病取消 | 因2019冠狀病毒病取消 |
| 第五階段 — 亞洲   |                 |                 |                 |                          |                      |                      |
| 2020年            | 8月9日          | 曼谷            | 泰國            | Union Hall 2, Union Mall | 因2019冠狀病毒病延期 | 因2019冠狀病毒病延期 |
| 2020年            | 8月15日         | 雅加達          | 印度尼西亞      | 史納延紀念體育館         | 因2019冠狀病毒病延期 | 因2019冠狀病毒病延期 |
| 2020年            | 8月29日         | 橫濱            | 日本            | PIA ARENA MM             | 因2019冠狀病毒病取消 | 因2019冠狀病毒病取消 |
| 2020年            | 8月30日         | 橫濱            | 日本            | PIA ARENA MM             | 因2019冠狀病毒病取消 | 因2019冠狀病毒病取消 |
| 總計              |                 |                 |                 |                          |                      |                      |

## 製作
演出成員：
- Stray Kids（方燦、Lee Know、彰彬、鉉辰、HAN、Felix、昇玟、I.N）

主辦單位：
- JYP Entertainment

合作及贊助：
- 首爾－YES24、SOUNDWAVE
- 美國－SubKulture Entertainment
- 日本－e+イープラス、韓亞航空
- 新加坡－ONE Production
- 馬尼拉－PULP Live World、SM Tickets
- 曼谷－4NOLOGUE
- 雅加達－MCP (Mecimapro)

## Beyond LIVE- Stray Kids 'Unlock: GO LIVE IN LIFE'

### 概述
原本已在2020年初預告了共21個地區24場規模的演出，但因為受2019冠狀病毒病影響，大部分場次都被迫延期或取消，為了彌補無法舉辦現場演唱會的遺憾，JYP娛樂在10月19日發佈了Stray Kids將於11月22日透過NAVER V LIVE舉辦線上直播收費演唱會。這場線上演唱會是2019年11月開啟的世巡《Stray Kids World Tour 'District 9 : Unlock'》的線上升級版，將可在此看到在世巡舞台上看不到的「麻辣味風格」音樂的代表曲《神Menu》、《Back Door》等歌曲。
11月4日下午三點（韓國時間）開始販售，可於YES24 （页面存档备份，存于）  購買組合商品，或是直接於V LIVE （页面存档备份，存于）  購買線上演唱會門票。

### 歌單
| Beyond LIVE Opening－SKZ ANTHEM Opening VCR - INTRO+District 9 - 勝戰歌／Victory Song - Question - 副作用／Side Effects (吸血鬼版) Ment 1－Greeting - Double Knot - M.I.A. - Unit Stage－WOW (Lee Know、鉉辰、Felix) (水舞版) - Unit Stage－My Universe (彰彬、昇玟、I.N) - Mixtape#4 - 藍圖／Blueprint VCR - 神메뉴／God's Menu (亂打版) - ALL IN (韓文版) Ment 2 - 瘋子／Ex - I am YOU (抒情版) - Unit Stage－WE GO (方燦、彰彬、HAN) - Easy - My Pace Ment 3－Ending - Back Door - Boxer - Hellevator (舞蹈雙版本mix) - MIROH - TA ALL IN (韓文版) Performance Video TA Performance Video |

### 製作
演出成員：
- Stray Kids（方燦、Lee Know、彰彬、鉉辰、HAN、Felix、昇玟、I.N）

主辦單位：
- JYP Entertainment

合作及贊助：
- Beyond LIVE
- DREAM MAKER
- V LIVE
- YES24
- SOUNDWAVE